# NGC 6311
NGC 6311 (również PGC 59750 lub UGC 10741) – galaktyka eliptyczna (E), znajdująca się w gwiazdozbiorze Herkulesa. Odkrył ją Édouard Jean-Marie Stephan 30 czerwca 1876 roku.